# 독고영재
독고영재(獨孤永宰, 본명: 전영재, 본명 한자: 全永宰, 1952년 12월 13일~)는 대한민국의 배우이고, 1971년에 연극으로 첫 데뷔한 후 1973년에 배우 출신의 박노식 감독의 영화 《육군사관학교》의 단역을 통하여 첫 은막을 밟았다.

## 생애
독고성의 아들로 태어났고 강운도여서 유아기를 보냈다. 서울연극학교 재학 시절인 1971년 연극 《제17 포로수용소》로 무대에 처음으로 섰고 1973년 영화 《육군사관학교》의 단역을 통하여 영화에 처음 데뷔한 그는, 같은 해 1973년 영화 《빗방울》로 스크린에 본격 데뷔하였다. 동랑연극앙상블 대표였다. 1993년 MBC 드라마 《엄마의 바다》를 통해 '실장님' 캐릭터로 큰 인기를 모아 늦은 나이에 스타덤에 올랐다. 기업 회장 및 부유층 가장 등 맡는 역할의 비중이 크다.
최무룡의 아들 최민수, 허장강의 아들 허준호와는 대를 이어 친구 사이로 지내고 있으며 계속 무명 생활을 하다가 최민수가 《엄마의 바다》의 주연으로 캐스팅 섭외가 들어오자 캐스팅 조건으로 독고영재와 허준호도 같이 캐스팅하는 조건을 내걸었으며 이 조건이 받아들여져 독고영재와 허준호가 배우로서 빛을 보게 되었다.

## 학력
- 서울광희국민학교 졸업
- 배명중학교 졸업
- 배명고등학교 졸업
- 서울연극학교(現 서울예술대학교 연극학과) 졸업

## 출연작

### KBS
- 1988년 KBS2 미니시리즈 《그해 겨울은 따뜻했네》 - 영각 역
- 1993년 KBS2 미스터리 멜로 《금요일의 여인》 - 최명길의 벼랑 끝에 선 여자
- 1994년 KBS2 미니시리즈 《폴리스》 ... 서울지검 강력부 마동탁 검사 역
- 1994년 KBS2 주말연속극 《딸부잣집》 ... 첫째사위 남혁민 역
- 1998년 KBS1 아침드라마 《TV소설 은아의 뜰》
- 1999년 KBS1 아침드라마 《TV소설 당신》 ... 김진태 역
- 2001년 KBS2 일일시트콤 《잘난 걸 어떡해》
- 2003년 KBS2 단막드라마 《드라마시티 - 손님》 ... 흥수 역
- 2003년 KBS1 일일연속극 《백만송이 장미》 ... 강준형 역
- 2004년 KBS2 납량특집 미니시리즈 《구미호외전》 ... 장 국장 역
- 2006년 KBS2 아침드라마 《아줌마가 간다》 ... 심태준 역
- 2011년 KBS2 단막드라마 《KBS 드라마 스페셜 - 올레길 그여자》 ... 박찬국 역
- 2011년 KBS1 일일연속극 《당신뿐이야》 ... 나영익 역
- 2013년 KBS2 아침드라마 《TV소설 삼생이》 ... 봉무룡 역
- 2013년 KBS1 일일연속극 《지성이면 감천》 ... 안태준 역
- 2013년 KBS2 미니시리즈 《예쁜 남자》 ... 박기석 역
- 2014년 KBS1 일일연속극 《고양이는 있다》 ... 고동준 역

### MBC
- 1993년 MBC 주말연속극 《엄마의 바다》 ... 최승주 역
- 1994년 MBC 미니시리즈 《아담의 도시》 ... 조상민 역
- 1996년 MBC 주말연속극 《사랑한다면》 ... 문경환 역
- 1997년 MBC 8.15특집드라마 《객사》 ... 판돌 역
- 2000년 MBC 창사 39주년 특별기획드라마 《황금시대》 ... 이용호 역
- 2001년 MBC 월화 미니시리즈 《선희 진희》 ... 강도식 역
- 2001년 MBC 아침드라마 《보고싶은 얼굴》 ... 김재민 역
- 2001년 MBC 월요시트콤 《연인들》 ... 독고영재 회장 역(카메오)
- 2002년 MBC 수목 미니시리즈 《리멤버》 ... 민승준 역
- 2004년 MBC 대하드라마 《영웅시대》 ... 박정희 역
- 2007년 MBC 수목 특별기획드라마《태왕사신기》 ... 고국양왕 역
- 2007년 MBC 일일연속극 《아현동 마님》 ... 김사현 역
- 2009년 MBC 창사 48주년 특별기획드라마 《선덕여왕》 ... 노리부 역
- 2010년 MBC 아침드라마 《분홍립스틱》 ... 맹호걸 역
- 2011년 MBC 수목 미니시리즈 《로열 패밀리》 ... 김태혁 역
- 2012년 MBC 창사 50주년 특별기획드라마 《빛과 그림자》 ... 이현수 역
- 2012년 MBC 일일연속극 《오자룡이 간다》 ... 나상호 역
- 2013년 MBC 수목 미니시리즈 《7급 공무원》 ... 길로 부, 한주만 역
- 2013년 MBC 일일연속극 《오로라 공주》 ... 이신성 역(특별출연)
- 2016년 MBC 아침드라마 《좋은사람》 ... 홍문호 역

### SBS
- 1995년 SBS 창사 5주년 특별기획드라마 《코리아게이트》 ... 박정희 대통령 역
- 2003년 SBS 주말극장 《애정만세》 ... 강실장 역
- 2005년 SBS 주말특별기획《해변으로 가요》 ... 장달봉 회장 역
- 2008년 SBS 아침연속극 《순결한 당신》 ... 서유일 역
- 2014년 SBS 설날특집드라마 《시월의 어느 멋진 날에》 ... 하정근 역 (특별출연)
- 2015년 SBS 심야드라마 《심야식당》 ... 노신사 역
- 2015년 SBS 주말특별기획 《애인 있어요》 ... 최만호 역
- 2017년 SBS 주말 특별기획 《브라보 마이 라이프》 ... 김호태 역

### 타방송사
- 2011년 TV조선 주말연속극 《고봉실 아줌마 구하기》 ... 서준태 역
- 2014년 JTBC 일일연속극 《귀부인》 ... 박경준 역
- 2014년 TV조선 금토드라마 《불꽃 속으로》... 박정희대통령 역

### 영화 출연
- 1973년 《빗방울》
- 1978년 《어딘가에 엄마가》
- 1978년 《사랑과 죽음의 기록》
- 1979년 《수병과 제독》
- 1979년 《비목》
- 1983년 《돌아온 용팔이》
- 1984년 《여자의 성》
- 1986년 《청 블루스케치》 - 브로커 역
- 1990년 《남부군》 - 이봉각 역(단역)
- 1990년 《밤마다 영웅》
- 1991년 《누가 용의 발톱을 보았는가》
- 1991년 《맨발에서 벤츠까지》 - 황 부장 역(단역)
- 1991년 《야생마》
- 1991년 《에미 이름은 조센삐였다》
- 1991년 《단지 그대가 여자라는 이유만으로》
- 1992년 《애마부인 6》 - 현우 역
- 1992년 《장군의 아들 3》 - 곤도 중위 역
- 1992년 《하얀 전쟁》 - 김문기 역
- 1992년 《비처럼 음악처럼》 - 김 사장 역
- 1992년 《결혼 이야기》 - 박창수 역
- 1993년 《화엄경》 - 해운 역
- 1993년 《키드캅》 - 두목 역(단역)
- 1994년 《헐리우드 키드의 생애》 - 윤명길 역
- 1994년 《구미호》 - 저승사자 69호 역
- 1994년 《너에게 나를 보낸다》 (특별출연)
- 1994년 《해적》 - 김태웅 역
- 1995년 《테러리스트》 - 태호 역
- 1995년 《아름다운 청년 전태일》 - 영수 선배 역
- 1996년 《귀천도》 - 다다카츠 역
- 1996년 《보스》 - 형진 역
- 1997년 《마지막 방위》 - 독고 대령 역
- 1997년 《큐》 - 독고 역
- 1997년 《로켓트는 발사됐다》
- 1998년 《남자이야기》 - 르네파 두목 역(우정출연)
- 1998년 《까》 - 모자 역(특별출연)
- 1998년 《애마 섹시 월드》
- 1998년 《애마 섹시 월드2》
- 1998년 《마지막 시도》 - 정진욱 역
- 1998년 《생과부 위자료 청구 소송》 - 희수 역(우정출연)
- 2000년 《스트라이커》 - 변 선생 역
- 2000년 《아티스트》
- 2000년 《깡패 수업 3》 - 고 회장 역(우정출연)
- 2003년 《나비》 - 허대령 역
- 2003년 《주글래 살래》 - 이소룡 아버지 역(우정출연)
- 2006년 《한반도》 - 해군작전사령관 역
- 2006년 《베케이션》 - 소속사 사장 역
- 2006년 《사랑하니까, 괜찮아》 - 남균 역(특별출연)
- 2012년 《90분》 - 민 회장 역
- 2014년 《제4 이노베이터》- 후지타 역

### 방송 출연
- 1992년 KBS 《연예가중계》
- 1992년 SBS 《자니 윤 이야기쇼》
- 1992년 KBS 《도전 차차차》
- 1993년 KBS 《밤과 음악사이》
- 1993년 MBC 《도전 추리특급》
- 1993년 MBC 《지금은 특집방송중》
- 1993년 MBC 《일요일 일요일 밤에 - 시네마천국 적과의 동침》
- 1993년 MBC 《토요일 토요일은 즐거워》
- 1993년 MBC 《볼만한 TV 고정관념을 깨자》
- 1993년 MBC 《지금은 특집 방송중》
- 1994년 SBS 《스타 다큐멘터리》
- 1994년 KBS 《꿈의 콘서트》
- 1994년 SBS 《기쁜 우리 토요일 - 한국영화 70년 자유부인》
- 1995년 KBS 《체험 삶의 현장》
- 1995년 MBC 《심리분석 나》 - 스트레스
- 1995년 SBS 《한밤의 TV연예》
- 1995년/2001년 KBS 《TV는 사랑을 싣고》
- 1997년 KBS 《박상원의 고향 그리고 어머니》
- 1997년 SBS 《천만원게임》
- 1997년 KBS 《밤의 이야기쇼》
- 2006년 KBS 《비타민》 - 탈모
- 2007년 KBS 《해피투게더 프랜즈》
- 2007년 KBS 《해피투게더 3》
- 2007년 ~ 2008년 tvN 《독고영재의 스캔들》
- 2009년 MBC 《기분좋은날 - 고현정》 스페셜
- 2010년 MBC 《기분좋은날 - 분홍립스틱》 스페셜
- 2010년 ~ 2013년 SBS 《좋은 아침》
- 2011년 KBS 《1 대 100》
- 2011년 SBS 《강심장》
- 2012년 KBS 《생생정보통 - 대한민국 top3》
- 2012년 MBC 《황금어장 - 라디오스타》
- 2012년 MBC 《기분좋은날 - 연예가 HOT 매거진》
- 2013년 KBS 《불후의 명곡 전설의 노래하다》 - 추남특집
- 2014년 KBS 《푸드퀴즈쇼 밥상의 신》 - 갱년기 밥상

### CF 출연
- 1993년 광동제약 썬키스트 리후레쉬 100 오렌지 쥬스
- 1994년 금강제화 금강제화상품권
- 1994년 동국제약 인사돌
- 1995년 두산주류 그린소주
- 2006년 스벤슨
- 2008년 보람상조

## 수상
- 1973년 제10회 청룡영화상 신인남우상 《빗방울》
- 1992년 제13회 청룡영화상 남우조연상 《하얀 전쟁》
- 1993년 MBC 연기대상 특별상
- 1995년 제31회 백상예술대상 영화부문 인기상
- 2007년 tvN 1주년 공로패